# Heliconia beckneri
Heliconia beckneri är en enhjärtbladig växtart som beskrevs av R.R.Sm. Heliconia beckneri ingår i släktet Heliconia och familjen Heliconiaceae. Inga underarter finns listade.